# Notomulciber quadrisignatus
Notomulciber quadrisignatus là một loài bọ cánh cứng trong họ Cerambycidae.